# Google Web Toolkit
Google Web Toolkit (GWT, ˈɡwɪt) — свободный Java-фреймворк, который позволяет веб-разработчикам создавать Ajax-приложения. Его особенность — компилятор Java -> JavaScript, позволяющий почти всю разработку клиента и сервера реализовать на основе Java и лишь на последнем этапе создать соответствующие JavaScript, HTML и CSS. Выпускается под лицензией Apache версии 2.0. GWT делает акцент на повторное использование и кросс‐браузерную совместимость.

## История
Версия 1.0 RC 1 (build 1.0.20) выпущена 16 мая 2006 года. Компания Google анонсировала GWT на конференции JavaOne в 2006 году.
История версий:
- GWT 1.0 — 17 мая 2006 года
- GWT 2.0 — 8 декабря 2009 года
- GWT 2.5 — 24 октября 2012 года
- GWT 2.6 — 23 января 2014 года
- GWT 2.6.1 — 10 мая 2014 года
- GWT 2.7 — 20 ноября 2014 года
- GWT 2.8 — 20 октября 2016 года
- GWT 2.8.1 — 24 апреля 2017 года
- GWT 2.8.2 — 19 октября 2017 года
- GWT 2.9.0 — 13 мая 2020 года
- GWT 2.10.0 — 9 июня 2022 года

## Разработка с применением GWT
Используя GWT, разработчики могут быстро писать и отлаживать AJAX-приложения на языке Java, используя инструментарий отладки Java. Компилятор GWT переведёт код Java-приложения соответствующему браузеру JavaScript, HTML и CSS.
Кроме того, GWT оснащен XML-парсером, поддержкой интернационализации, интерфейсом для удаленного вызова процедур, интеграцией JUnit и небольшим пакетом виджетов для разработки элементов графического интерфейса пользователя (GUI). Они могут быть созданы аналогично тому, как это делается с помощью пакета 
Swing.
Отладка GWT-приложения разделена на две части: отладка серверной части приложения осуществляется как отладка обычного Java web-приложения, для отладки клиентской части понадобится gwt dev-plugin для браузера.
Утилита командной строки webAppCreator, поставляемая вместе с GWT, автоматически создает все файлы, необходимые для нового GWT-проекта. Она также позволяет создавать файлы проекта Eclipse.
Существует подключаемый модуль Google Plugin для IDE Eclipse (начиная с версии 3.3), позволяющий упростить процессы создания GWT-проекта и размещения готовых приложений на сервисе Google App Engine.

## Особенности
- Избегается повторная реализация одних и тех же графических интерфейсов для локальных и для веб-приложений с помощью различных технологий, например — RCP для первых и JSF — для вторых.
- Обычная схема — «stateless клиент / stateful сервер» может быть заменена схемой «stateful клиент / stateless сервер». Это позволяет больше реакций пользователя обрабатывать непосредственно в клиенте.
- Простой механизм удалённого вызова процедур. В сочетании с предыдущим качеством это позволяет серверу передавать в ответ данные, а не HTML. Сервер при этом может быть любой — не обязательно тот, который передал первую картинку.
- Для передачи сложных данных может использоваться как стандартный RPC — передаче подлежат сериализируемые Java-объекты, так и тексты на XML или JSON.
- Динамические и многоразовые компоненты пользовательского интерфейса (виджеты): Программисты могут использовать заранее разработанные классы для реализации трудоемких элементов динамического поведения, таких, как drag-and-drop, или сложных визуальных структур.
- Управление историей браузера
- Поддержка полнофункциональной Java-отладки[3]
- GWT устраняет некоторые кросс-браузерные проблемы разработки.[3]
- JUnit-интеграция
- Поддержка интернационализации и локализации
- Поддержка HTML Canvas (с учётом изменений API)
- Разработчики могут вставлять готовые JavaScript-фрагменты в исходный Java-текст, применяя JavaScript Native Interface (JSNI).
- Поддержка использования Google API Gears в приложениях GWT
- Программное обеспечение с открытым исходным кодом
- Разработчики могут проектировать и разрабатывать приложения в чистом объектно-ориентированном стиле, так как они используют Java (вместо JavaScript).[4] Обычные JavaScript-ошибки, такие, как опечатки и несоответствие типов, обрабатываются во время компиляции.
- JavaScript, генерируемый GWT-компилятором, может быть разделен на фрагменты. Это не только дает возможность лучше понимать его, но и экономит время загрузки приложения — первый фрагмент может начать работать, не дожидаясь, пока весь JavaScript текст будет загружен[4]
- Ряд библиотек доступен для GWT от Google или третьих лиц. Это расширяет функциональные возможности GWT.[4]

### Доступные виджеты
Начиная с версии 2.4 (сентябрь 2011), GWT предлагает несколько виджетов
| Виджеты         | Панели               |
| --------------- | -------------------- |
| Button          | PopupPanel           |
| PushButton      | StackPanel           |
| RadioButton     | StackLayoutPanel     |
| CheckBox        | HorizontalPanel      |
| DatePicker      | VerticalPanel        |
| ToggleButton    | FlowPanel            |
| TextBox         | VerticalSplitPanel   |
| PasswordTextBox | HorizontalSplitPanel |
| TextArea        | SplitLayoutPanel     |
| Hyperlink       | DockPanel            |
| ListBox         | DockLayoutPanel      |
| CellList        | TabPanel             |
| MenuBar         | TabLayoutPanel       |
| Tree            | DisclosurePanel      |
| CellTree        |                      |
| SuggestBox      |                      |
| RichTextArea    |                      |
| FlexTable       |                      |
| Grid            |                      |
| CellTable       |                      |
| CellBrowser     |                      |
| TabBar          |                      |
| DialogBox       |                      |

Многие обычные виджеты, отсутствующие в GWT, реализованы в сторонних библиотеках, таких как Sencha GXT, GWT Component Library, GWT-Ext, GWT Widget Library, GWTiger, Rocket GWT, Dojo, SmartGWT и т. д.

## Компоненты
Основные компоненты GWT:
Компилятор Java -> JavaScript (GWT Java-to-JavaScript Compiler)
Переводит Java код в JavaScript.
Отладчик (браузер, GWT Development Mode)
Позволяет запускать GWT-приложения в режиме отладки (ранее назывался «hosted»; приложения запускаются как Java код в JVM без компиляции в JavaScript).
Библиотека эмуляции JRE-классов (JRE emulation library)
Реализация часто используемых стандартных Java-классов на JavaScript'е.
Библиотека графических элементов (GWT Web UI class library)
Множество пользовательских интерфейсов и классов для создания виджетов.
Веб-сервер
Tomcat или Jetty.

## Мобильные приложения
Как общий фреймворк для создания веб-приложений, GWT также способен использоваться в качестве фреймворка для разработки мобильных и планшетных приложений либо сделав необходимые виджеты и анимации с нуля, либо с помощью одного из мобильных фреймворков для GWT. HTML5-приложение, написанное в GWT, может иметь отдельные views для планшетов и мобильных телефонов.
Некоторые из наиболее распространенных мобильных библиотек GWT
- GwtMobile
- GWT-мобильный-WebKit
- jqm4gwt
- м-GWT